# Palaeochrysophanus sesquiviola
Palaeochrysophanus sesquiviola är en fjärilsart som beskrevs av Ruggero Verity 1946. Palaeochrysophanus sesquiviola ingår i släktet Palaeochrysophanus och familjen juvelvingar. Inga underarter finns listade i Catalogue of Life.